# Prvenstvo Hrvatske u hokeju na travi 1995./96.
Prvenstvo Hrvatske u hokeju na travi na 1995./96. je osvojila Mladost iz Zagreba. 

## Ljestvice i rezultati

### Ljestvica 1. lige
| mj | klub                       | ut | pob | neod | por | golovi | bod |
| -- | -------------------------- | -- | --- | ---- | --- | ------ | --- |
| 1. | Marathon Zagreb            | 14 | 13  | 1    | 0   | 89:8   | 27  |
| 2. | Mladost Zagreb             | 14 | 10  | 2    | 2   | 79:10  | 22  |
| 3. | Jedinstvo Zagreb           | 14 | 8   | 3    | 3   | 42:12  | 19  |
| 4. | Zelina (Sveti Ivan Zelina) | 14 | 8   | 1    | 5   | 43:25  | 17  |
| 5. | Concordia Zagreb           | 14 | 6   | 1    | 7   | 45:54  | 13  |
| 6. | Akademičar Zagreb          | 14 | 3   | 2    | 9   | 15:60  | 8   |
| 7. | Trešnjevka Zagreb          | 14 | 1   | 2    | 11  | 11:55  | 4   |
| 8. | Zagreb                     | 14 | 0   | 2    | 12  | 6:106  | 2   |

### Konačni poredak
```
1. 
Mladost Zagreb

2. 
Marathon Zagreb

3. 
Zelina (Sveti Ivan Zelina)

4. 
Jedinstvo Zagreb

5. 
Akademičar Zagreb

6. 
Concordia Zagreb

7. 
Zagreb

8. 
Trešnjevka Zagreb
```